# تود ساند
تود ساند (بالإنجليزية: Todd Sand؛ بالدنماركية: Todd Sand) هو مدرب تزلج فني ‏ دنماركي وأمريكي، ولد في 30 أكتوبر 1963 في بربانك في الولايات المتحدة.

## وصلات خارجية
- تود ساند على موقع اللجنة الأولمبية الدولية (الإنجليزية)
- تود ساند على موقع أوليمبيديا (الإنجليزية)